# Salvador del Solar
Salvador Alejandro Jorge del Solar Labarthe (Lima, 1 de maio de 1970) é um ator, advogado e político peruano, Presidente do Conselho de Ministros, nomeado por Martín Vizcarra, durante alguns meses do ano de 2019.

## Biografia
Nascido em Lima em 1 de maio de 1970, Salvador del Solar cursou Direito na Pontificia Universidade Católica do Peru (PUCP).

## Trabalhos
- Pantaleón y las visitadoras
- Amores de mercado
- La traición
- Sin vergüenza
- Correo de inocentes
- La ley del corazón
- 2091 (série de televisão)